# Соломон де Бросс
Соломон де Брос (фр. Salomon de Brosse; 1571, Верней-ан-Алатт, Франція — 9 грудня 1626, Париж) — один з найвпливовіших архітекторів Франції на зламі XVI–XVII століть. Автор широко відомого Люксембурзького палацу в Парижі.

## Біографія
Соломон походив з родини гугенотів (французьких протестантів), яких не вбили в XVI столітті і які не емігрували з Франції. Його бабця була матір'ю відомого Жака Андре Дюсерсо, а батько, Жан де Брос, теж був архітектором. Тоді існувала традиція подорожі до Парижа, де вдосконалювали навички будівництва. Соломон виїхав до Парижа, де за майстерність здобув звання архітектора у 1608 році.
Соломон побудував декілька палаців (замків), акведук, розробив фасад церкви Сен Жерве в Парижі.
Архітектурна майстерня де Броса була добре відома в місті й за його межами. Саме в команді де Броса проходив стажування утаємничений майстер-різб'яр з Блуа — Жак Бує або Жак Бує де Блуа (Jacques Bougier), що побудував видатну королівську резиденцію замок Шеверні у 1634 році.
Королева Марія Медічі була меценатом для його дядька Жака Адре Дюсерсо. Тому саме він дістав замовлення на будівництво нового палацу Люксембург для королеви.
Для парламенту французької області Бретань Соломон де Брос спроектував відповідне приміщення, що було спрощеним варіантом Люксембурзького палацу.

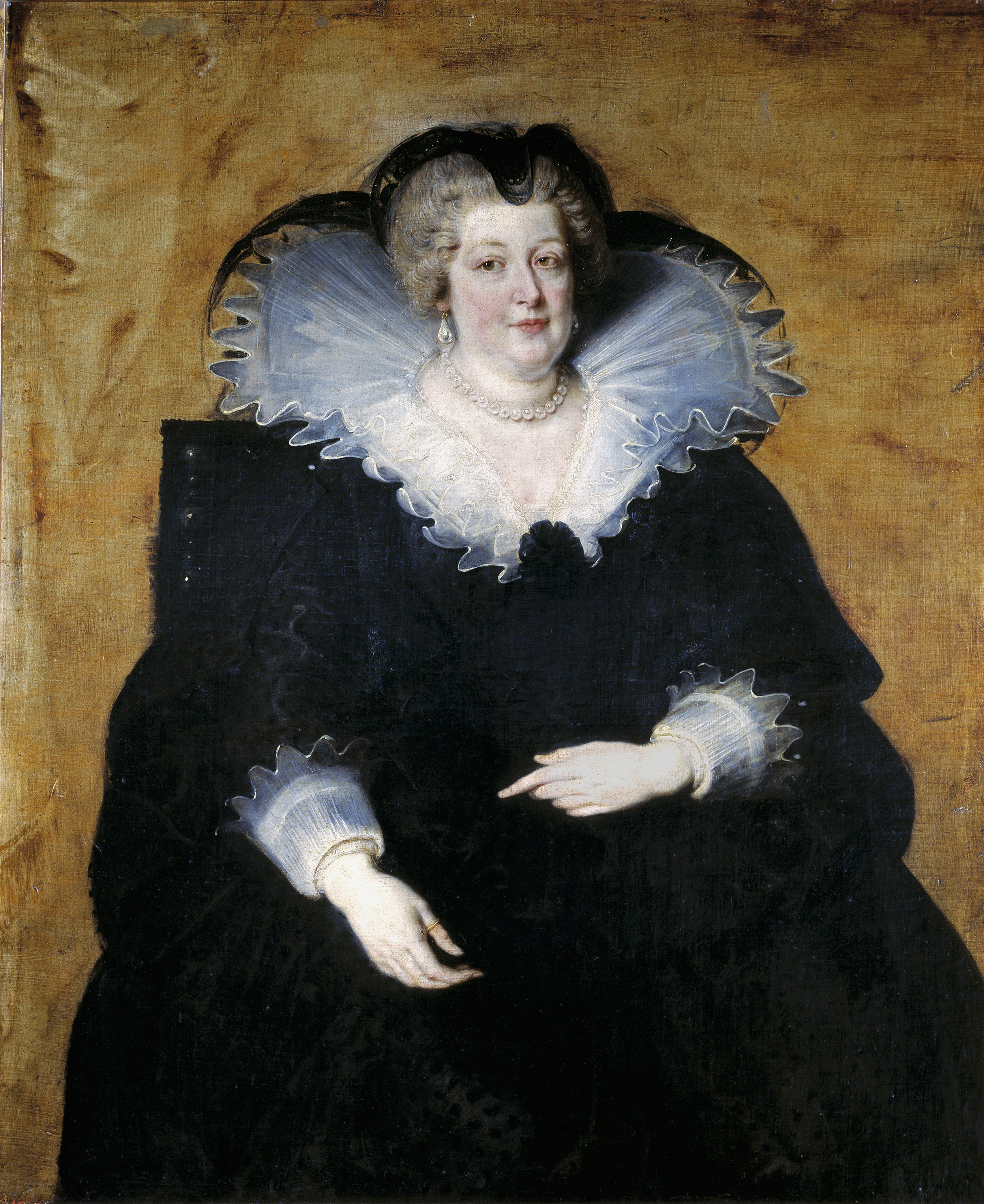
Марія Медічі на портреті П. П. Рубенса.
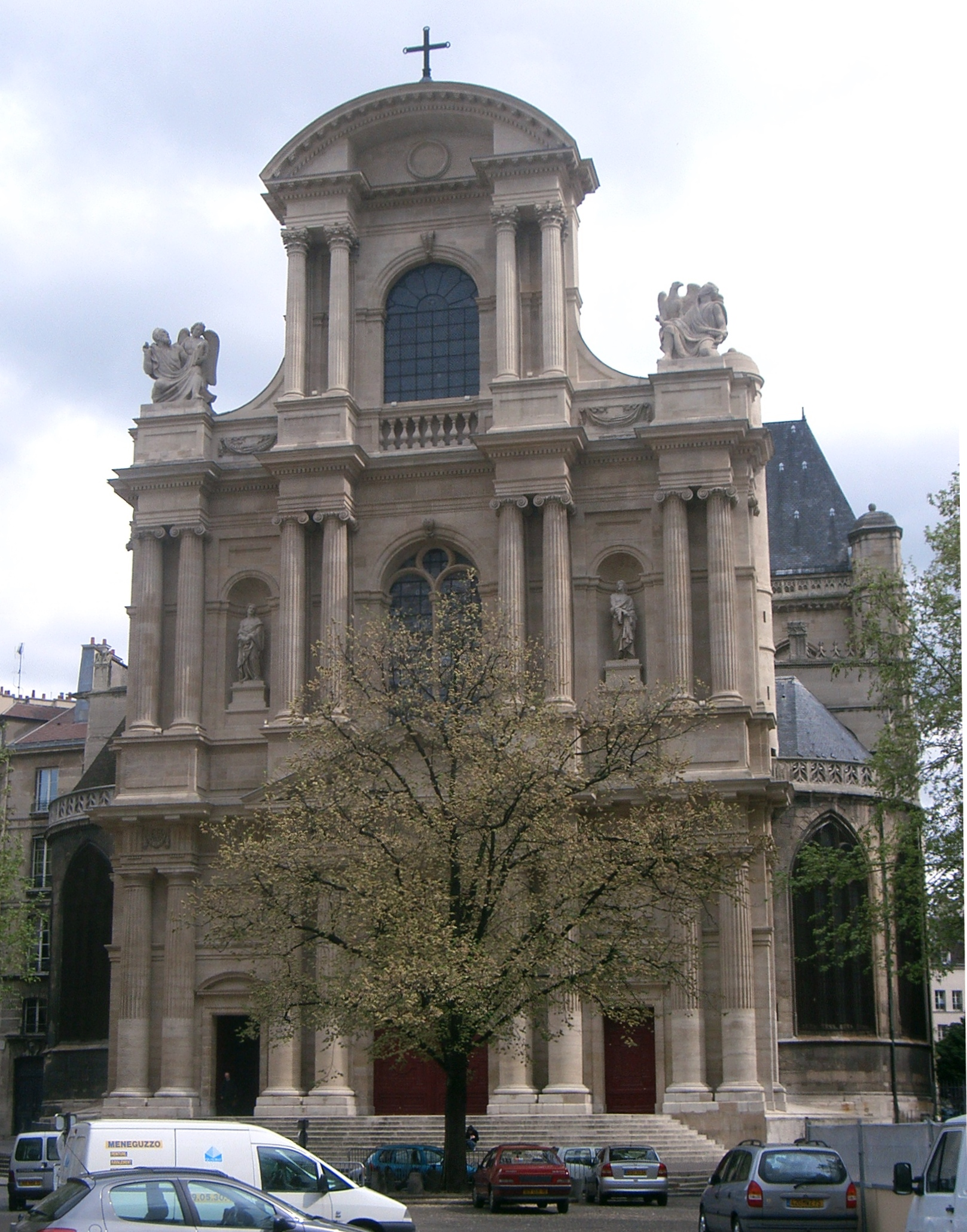
Фасад церкви Сен Жерве, Париж.
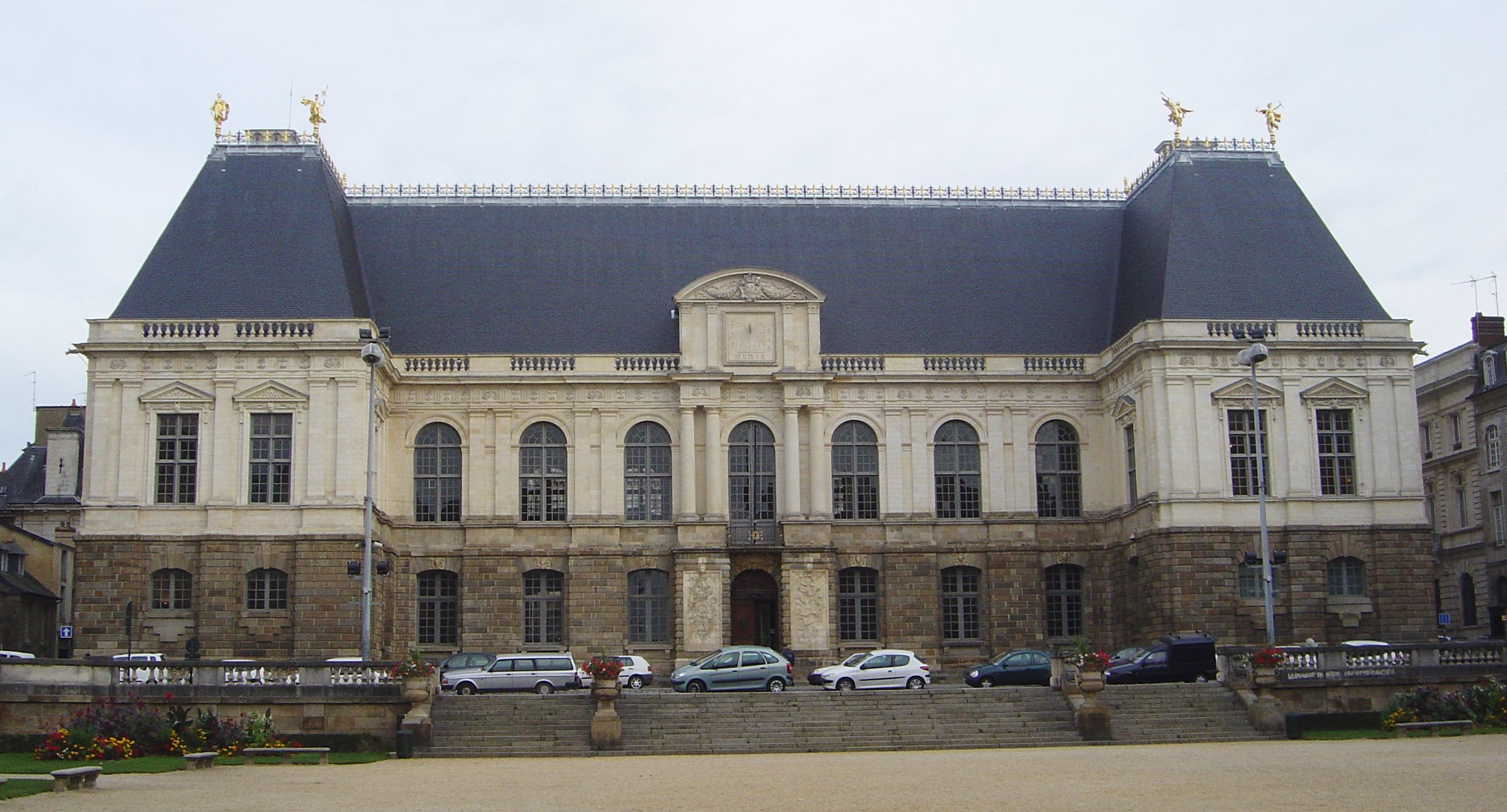
Приміщення парламенту області Бретань, місто Рен, 1618 р.

## Галерея. Люксембурзький палац, 1615–1631рр

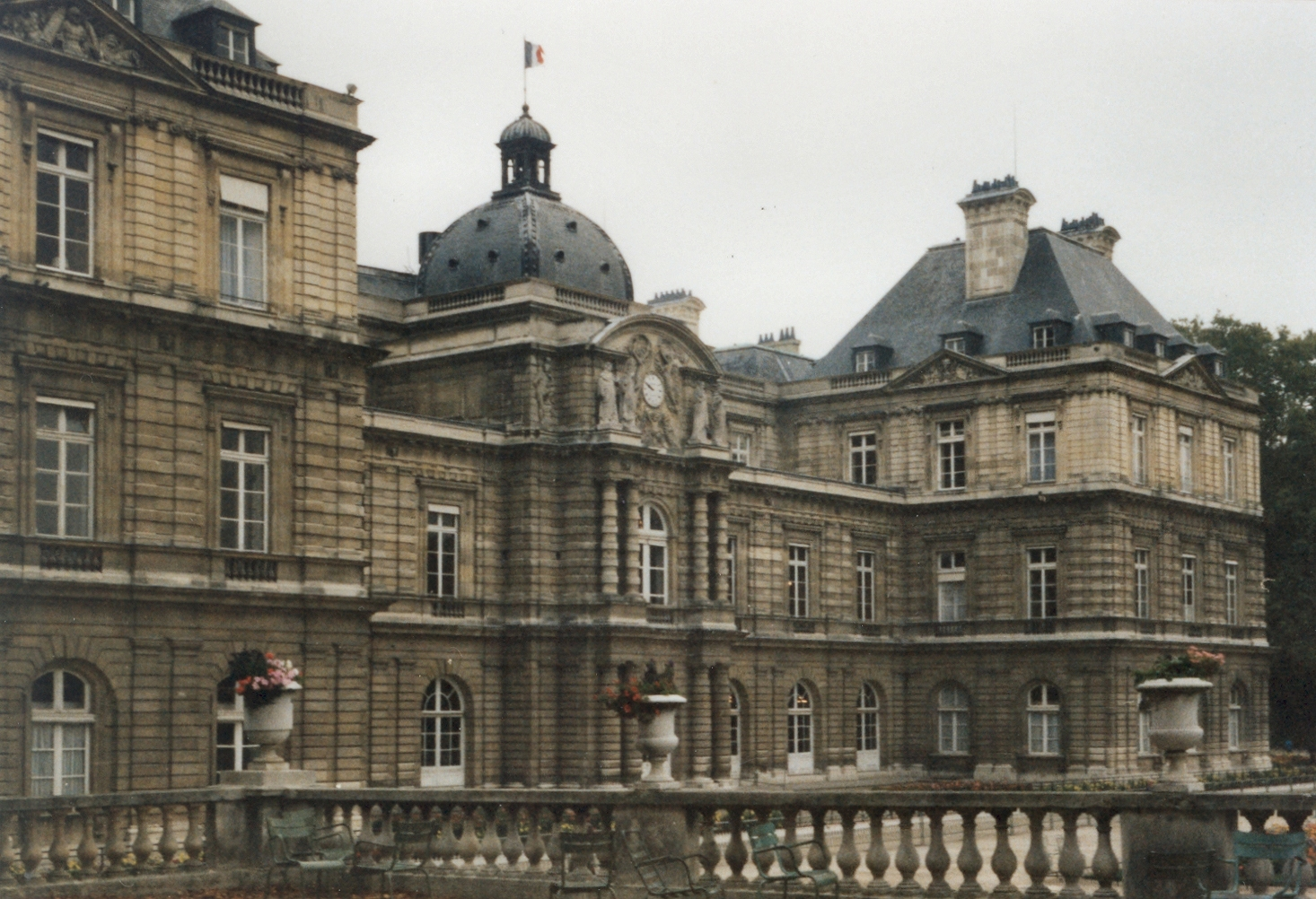
Люксембурзький палац, фасад.
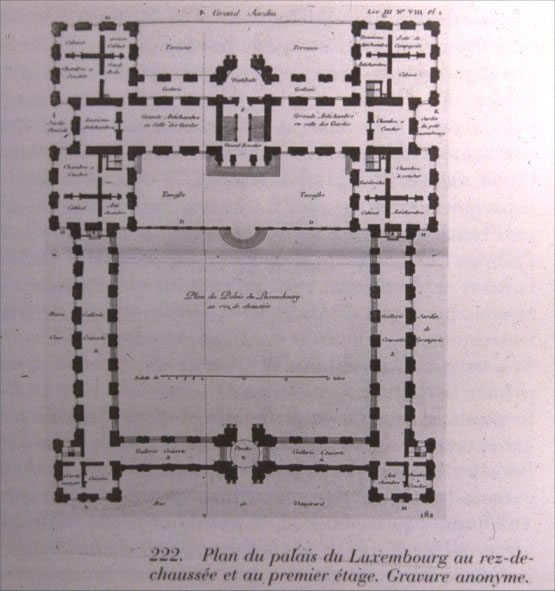
План Люксембурзького палацу з курдонером — парадним двором.
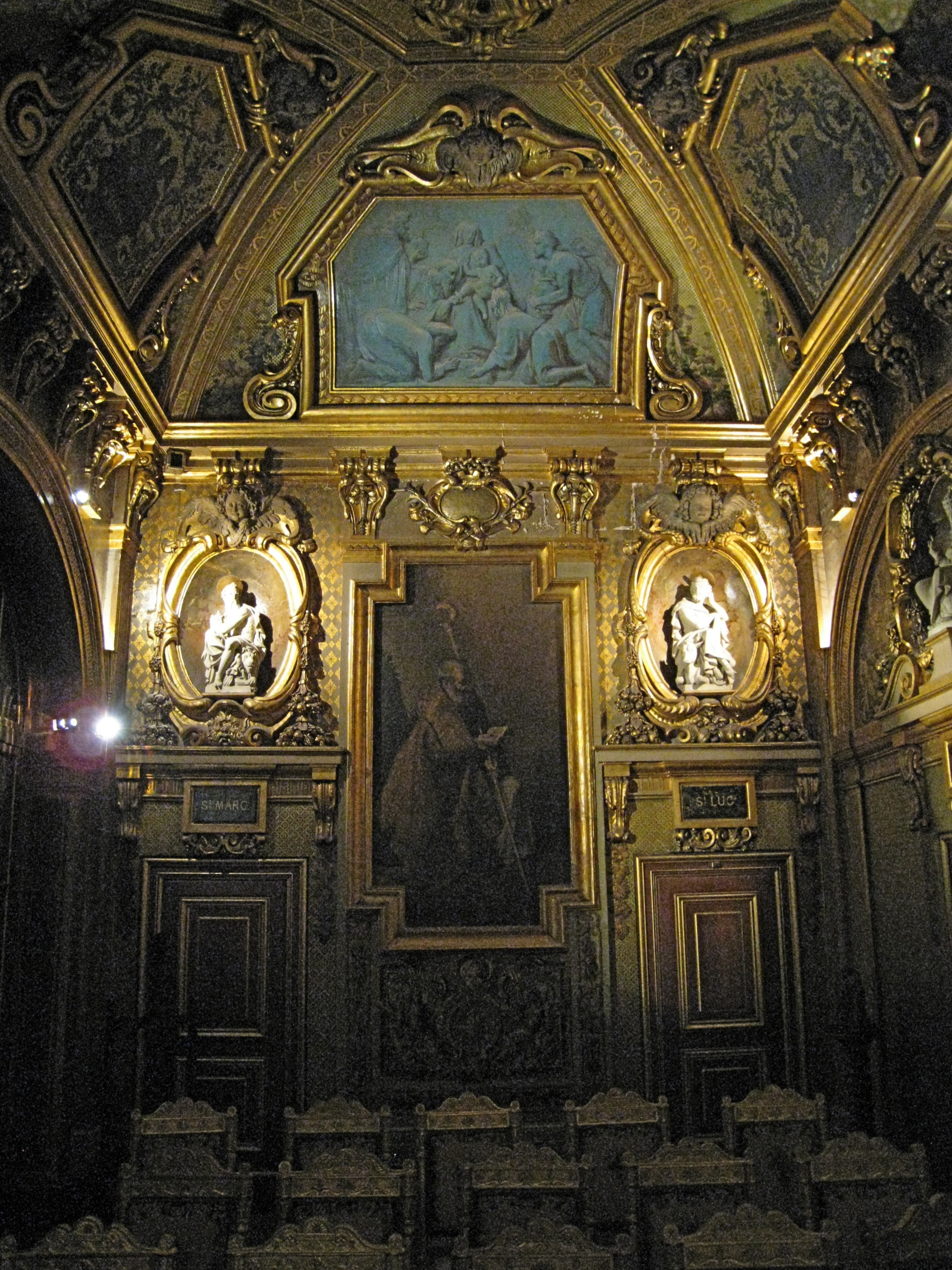
Каплиця палацу, 1622–31 рр.
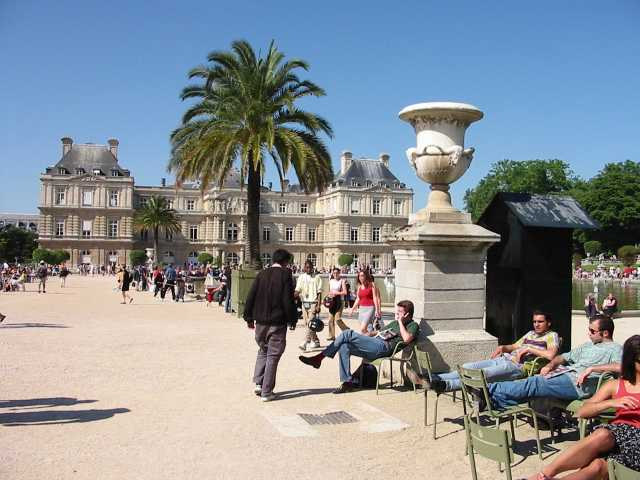
Сад Люксембурзького палацу, Париж.

Колись на цьому місті була садиба герцога Піне з родини Люксембург. Тут у 1615–1631 роках для королеви Марії Медичі Соломон де Брос побудував палац, що дістав назву Люксембурзький.